# Сульфид диталлия
Сульфид диталлия — неорганическое бинарное соединение, соль металла таллия и сероводородной кислоты с формулой Tl2S, чёрные с синевой кристаллы, плохо растворимые в воде. Очень сильный яд.

## Получение
- Сплавлением таллия и серы в токе водорода:

{\displaystyle {\mathsf {2Tl+S\ {\xrightarrow {300^{o}C}}\ Tl_{2}S}}}
- Действием сероводорода или растворимого сульфида на подкисленные растворимые соли таллия:

{\displaystyle {\mathsf {Tl_{2}CO_{3}+H_{2}S\ {\xrightarrow {}}\ Tl_{2}S\downarrow +CO_{2}\uparrow +H_{2}O}}}
{\displaystyle {\mathsf {2TlNO_{3}+Na_{2}S\ {\xrightarrow {}}\ Tl_{2}S\downarrow +2NaNO_{3}}}}
- Восстановлением сульфата таллия(I) водородом:

{\displaystyle {\mathsf {Tl_{2}SO_{4}+4H_{2}\ {\xrightarrow {T}}\ Tl_{2}S+4H_{2}O}}}

## Физические свойства
Сульфид диталлия образует чёрные с синевой кристаллы тригональной сингонии, пространственная группа R 3m, параметры ячейки a = 1,220 нм, c = 1,817 нм, Z = 27.
Плавится при 300°С, образуя жёлтую жидкость, которая очень агрессивно действует на стекло.

## Химические свойства
- Реагирует с кислотами:

{\displaystyle {\mathsf {Tl_{2}S+2HCl\ {\xrightarrow {}}\ 2TlCl+H_{2}S\uparrow }}}
- Разбавленная холодная азотная кислота окисляет сульфид-ион:

{\displaystyle {\mathsf {Tl_{2}S+4HNO_{3}\ {\xrightarrow {}}\ 2TlNO_{3}+S\downarrow +2NO_{2}\uparrow +2H_{2}O}}}
- А концентрированная горячая окисляет и таллий:

{\displaystyle {\mathsf {Tl_{2}S+18HNO_{3}\ {\xrightarrow {}}\ 2Tl(NO_{3})_{3}+H_{2}SO_{4}+12NO_{2}\uparrow +8H_{2}O}}}
- При нагревании окисляется кислородом:

{\displaystyle {\mathsf {Tl_{2}S+2O_{2}\ {\xrightarrow {250^{o}C}}\ Tl_{2}SO_{4}}}}
- На воздухе окисление идёт иначе:

{\displaystyle {\mathsf {2Tl_{2}S+2O_{2}\ {\xrightarrow {}}\ Tl_{2}O+Tl_{2}S_{2}O_{3}}}}